# Dracula 2000
Drácula 2000 (2000), conocida internacionalmente como Drácula 2001, es una película dirigida por Patrick Lussier y protagonizada por Jonny Lee Miller, Justine Wadell y Gerard Butler. La película fue producida por Dimension Films y Neo Art & Logic. Wes Craven fue el productor ejecutivo y se acredita el guion a Joel Soisson, siendo la historia de este y el director. Sin embargo, la película recibió notables ediciones desacreditadas por Scott Derrickson, Paul Harris Boardman y Ehren Krueger. Fue una decepción en la taquilla.
La canción del grupo estadounidense Pantera llamada "Avoid The Light", así como también una canción llamada "Metro" del grupo System of a Down forman parte de la banda sonora de la película.

## Sinopsis
La película empieza cuando en 1897, el barco Demetrio es masacrado durante la noche y este naufraga en las costas de Inglaterra. De ahí se ve a un hombre misterioso caminando por las calles de Londres. Más adelante, se revelará que el asesino es capturado y aparentemente muerto por un grupo al mando de Abraham Van Helsing (Christopher Plummer), quienes guardan el cadáver en un ataúd de plata.   
En el año 2000, unos ladrones encabezados por Marcus (Omar Epps) y su novia Solina (Jennifer Esposito), quien trabaja como secretaria, entran en la tienda de antigüedades londinense Carfax Abbey, no imaginan que el ataúd sellado que encuentran sea en el que habita, desde hace más de un siglo, el conde Drácula (Gerard Butler). Una vez liberado por los ladrones, este viajará en busca de Mary (Justine Waddell), la hija de Van Helsing, para convertirla en su esposa.
Mary tiene pesadillas con Drácula, pero su amiga Lucy Westerman (Colleen Fitzpatrick) la despierta y la consuela.
Los ladrones escapan en un avión con el ataúd de Drácula hasta que este intencionalmente se estrella en los pantanos de Nueva Orleans, Luisiana. Marcus, Solina y los otros ladrones son mordidos por Drácula. Van Helsing buscando a su hija llega a Nueva Orleans y se entera de la noticia. Al rato después, Drácula sale de las aguas del pantano y ataca a Valerie Sharpe (Jeri Ryan) una reportera; y asesina a J.T. (Shane West) un camarógrafo. 
Van Helsing y su asistente Simon (Jonny Lee Miller) en Nueva Orleans intentan matar a los ladrones convertidos en "muertos vivientes", en especial a Solina, quien horas después es capturada y llevada a un hospital psiquiátrico del cual escapa con ayuda de Drácula, no sin antes ambos matando a un policía que la interrogaba junto con un médico.
Simon intenta buscar a Mary para contarle el origen de su padre, pero se enfrenta a Marcus (convertido en vampiro), a quien Simon decapita.
Drácula intenta buscar a Mary en su apartamento, y enfrenta a Van Helsing. Este ataca al cazador de vampiros, y permite que sus nuevas novias, Solina, Valerie y Lucy, lo maten. Mary entra a su apartamento y encuentra el cadáver de Van Helsing debajo de su cama. Después ella se da cuenta de que Lucy ha sido seducida y mordida por Drácula. A la vez, enfrenta a las novias, sobre todo a Lucy. Ellas le cuentan que mataron a su padre Van Helsing sabiendo que tomó un extracto de la sangre de Drácula, por lo tanto Mary también lleva sangre del conde vampiro, después las tres desaparecen. Entonces Drácula aparece e intenta detener a Mary. Simon al final logra salvar a Mary.
Simon y Mary descubren el diario de Van Helsing en donde se revelan las dudas del cazador acerca de Drácula y su origen. Los dos van a una biblioteca en una iglesia, hasta que son perseguidos por Drácula. Mary escapa a un cementerio hasta que es raptada por Drácula. Simon es separado de Mary, y se enfrenta a Solina, Valerie y Lucy. Este le clava a Valerie una cruz de madera al pecho, pero después Solina golpea a Simon dejándolo inconsciente.
Drácula lleva a Mary a una azotea para seducirla, y la muerde. De pronto Mary descubre que Drácula es en verdad Judas Iscariote, quien traicionó a Jesús de Nazaret a cambio de monedas de plata.
Simon es secuestrado por Solina y Lucy. Drácula le pide a Mary que le muerda el cuello a este, pero ella finge morderlo haciendo que las dos novias se exciten. Lucy ve que Mary fingió la mordida, entonces Mary decapita a Lucy, y lucha contra Drácula reclamándole por haber matado a su padre y por su traición hacia Jesús. Simon lucha con Solina hasta que la decapita con unas tijeras de jardinería. Mary salta por la azotea y ahorca a Drácula, hasta que amanece. Drácula libera a Mary de su vampirismo, mira una imagen de Jesús, y muere siendo quemado por el sol. Simon se une a Mary y los dos se abrazan mientras ven el cadáver de Drácula quemándose.
Al final, Mary se convierte en la nueva dueña de la tienda de antigüedades Carfax Abbey y mantiene a Drácula en su ataúd. Ella jura que el conde no volverá a despertar.

## Reparto
- Gerard Butler como Drácula/Judas Iscariote.
- Christopher Plummer como Matthew/Abraham Van Helsing.
- Jonny Lee Miller como Simon Sheppard.
- Justine Waddell como Mary Heller/Van Helsing.
- Danny Masterson como Nightshade.
- Jeri Ryan como Valerie Sharpe.
- Colleen Fitzpatrick como Lucy Westerman.
- Jennifer Esposito como Solina.
- Lochlyn Munro como Eddie.
- Sean Patrick Thomas como Trick.
- Omar Epps como Marcus.
- Tig Fong como Dax.
- Tony Munch como Charlie.
- Shane West como J.T.
- Nathan Fillion como el Padre David.